# ニャニャニャ! ネコマリオタイム
『ニャニャニャ! ネコマリオタイム』は、任天堂が2014年2月26日より配信開始したゲーム情報番組。任天堂発売のものを中心に、様々なゲームソフトに関する情報を紹介している。任天堂のYouTube公式チャンネルや、ニンテンドー3DSおよびWii U用の「ニンテンドーeショップ」、Nintendo Switch本体のトップメニューの一つ「ゲームニュース」向けに配信された。
主に子供層に向けた内容で、パペットのネコマリオとネコピーチが進行役を務め、ゲームの豆知識を紹介したりクイズを出題したりするなど様々なコーナーが行われる。
日本国外においても一時期「The Cat Mario Show」などのタイトルで日本とほぼ同じ形式の番組が配信された。
2021年12月10日に配信された第167回を最後に新たな配信がされておらず、2022年12月末（正確な日時は不明）には任天堂公式YouTubeチャンネルなどに配信されていたものが全て閲覧不可となっている。

## 主なコーナー
マリオ博士への道
マリオが登場するゲームを調査するコーナー。マリオシリーズ以外のゲームを扱う場合にはタイトルが変更される（例：『ゼルダの伝説』シリーズ→「ゼルダ博士への道」）。
クイズ! ネコマリオQ
1つのゲームに関する四択クイズが出題される。
直伝! スゴ技道場
ゲームの中で役立つ様々なテクニックを、和風な道場を舞台として紹介する。
ようこそクッパ軍団へ
マリオシリーズのクッパのパペットが、ゲーム内に登場する敵や敵が用いる仕掛けを紹介する。マリオシリーズ以外のゲームを扱う場合にはタイトルが変更される（例：『スプラトゥーン』→「ようこそタコ軍団へ」）。
実況! 開発者チャレンジ
ゲームの開発者が自らゲームをプレイしながらコツを伝授する。
または、タイムアタックなど。
ネコピーチのきまぐれファッションチェック
ゲームに登場するキャラクターのコーディネートを、ネコピーチが独断で採点する。
発見 ニンテンドーeショップ探検隊
ゲームソフトの販売サイト「ニンテンドーeショップ」で販売されているソフトの中で、テーマに沿ったものを紹介する。
ネコ川柳
1つのゲームを題材とした川柳を披露しながらゲーム内容を紹介する。
NEWSニャオーッス!
トモダチコレクションを模様したニュース番組風にゲームの情報を伝える。
熱血!ニャニャニャ学園
マリオシリーズの「キノピオ隊長」を指導するという形式で1つのゲームについて紹介する。扱うゲームに応じて副題がつけられる（例：『星のカービィ』シリーズ→「カービィ部」）。
おしえて! DJネコマリオ
DJに扮したネコマリオがラジオブースでリスナーから届いた悩みを聞き、その答えとなるような特定のゲームの一部分を紹介する。
ちょこっとNYANDIES（ニャンディーズ）
インディーゲームを紹介する。2017年5月22日に放送されたインディーゲームの特集「NYANDIES SPECIAL」の小規模版。
なお、第108回（2018年2月14日放送）以降はこのコーナー名を用いずにインディーゲームを紹介している。

## 登場キャラクター
ここではパペットとして登場するキャラクターのみを掲載する。
ネコマリオ
番組の進行役。一人称は「ぼく」。一部を除く大部分のコーナーの司会を務める。
ネコピーチ
ネコマリオと共に番組の進行役。一人称は「私」。主にネコマリオの解説に対する相槌やツッコミを行う。驚いた際に「ウソでしょ!?」という事が多い。
キノピオ隊長
第20回から登場。番組のアシスタントという位置づけで、各所でサポートで現れるほか、「熱血!ニャニャニャ学園」ではネコマリオの後輩役を担当する。
クッパ
第4回から登場。「ようこそクッパ軍団へ」で進行役を担当するほか、多人数プレイのゲームの実演の際にも登場する事がある。なお、クッパのパペットのみ棒操作ではなく、可動部の無いパペットが上下に揺れるだけとなっている。
リンク
第6回から登場。主に『ゼルダの伝説』シリーズの作品の解説の際に登場する。デザインは『ゼルダの伝説 風のタクト』などでのカートゥーン調の姿（トゥーンリンク）となっている。「～でや」が口癖。

## 配信内容
- 第1回から第10回までは毎週水曜日、第11回から第160回までは隔週水曜日に配信。ただし、祝日や長期休暇期間と重なる時は変更の場合あり。
- 第161回からは不定期配信となり、タイトルでは「第○回」ではなく配信日が表記されるようになった。なお、本記事では便宜上第161回以降も回数を記載している。
- 通常回とは別に特別な配信が行われることもある（下表の「回数」列では「SP」と表記している）。